# Тепло-горячая межгалактическая среда

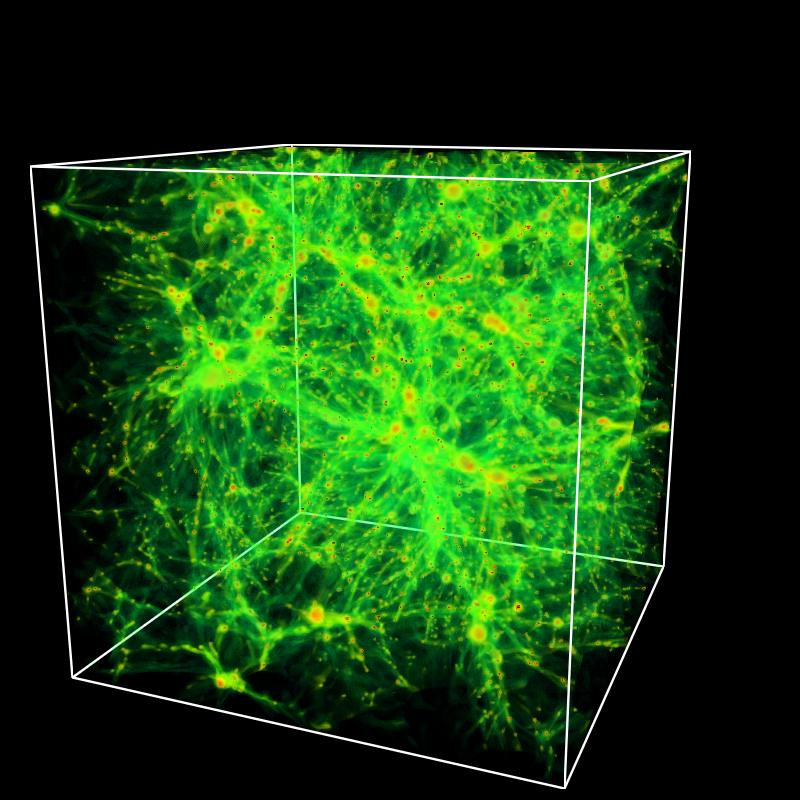
Компьютерное моделирование позволило получить распределение тепло-горячего межгалактического газа

Тепло-горячая межгалактическая среда (англ. Warm–hot intergalactic medium, WHIM) —  разреженная плазма с температурой от 105 до 107 K, которая, как полагают космологи, существует в пространствах между галактиками и содержит 40–50 % барионного вещества (в виде плазмы, атомов, молекул) Вселенной в современную эпоху.. 
Данную среду можно описать как волокнистую структуру горячего диффузного газа.
Большая часть из того, что нам известно о подобной среде, получена при компьютерном моделировании эволюции Вселенной. 
Считается, что WHIM образует волокнистую структуру из разреженных высокоионизованных барионов с концентрацией 1−10 частиц в кубическом метре пространства.. В данной среде образуются ударные волны в газе, вследствие активности ядер галактик, а также при слияниях и аккреции. Часть гравитационной энергии, высвобождающейся в таких процессах, преобразуется в тепловое излучение вещества при ударном разогреве.
обнаружение
Вследствие высокой температуры межгалактической среды ожидается, что её наиболее просто можно наблюдать при поглощении или испускании ультрафиолетового и рентгеновского излучения малой энергии.
Для определения расположения  WHIM исследователи изучают данные рентгеновских наблюдений быстро растущих сверхмассивных чёрных дыр, располагающихся в активных ядрах галактик. Наблюдалось, что атомы кислорода WHIM поглощают рентгеновское излучение, проходящее через среду. 
В мае 2010 по наблюдениям космической рентгеновской обсерватории Чандра была обнаружена гигантская область WHIM, располагающаяся вдоль стены Скульптора на расстоянии 400 млн световых лет от Солнца.
Также, применяется метод измерения дисперсии пучка энергии, по спектру, при быстрых радиовсплесках (БРВ); с 2018 по 2020 гг. зафиксированы и измерены шесть подобных событий, что дало определенную информацию для оценок.